# アレクセイ・イグナチェフ

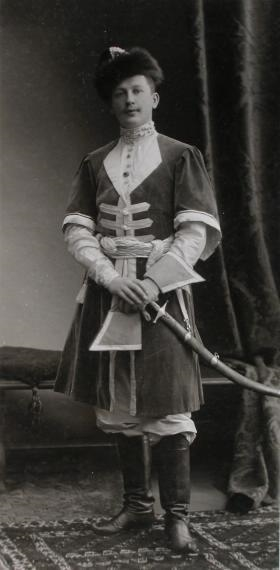
アレクセイ・イグナチェフ

アレクセイ・アレクセーエヴィチ・イグナチェフ（ロシア語: Алексей Алексеевич Игнатьев、1877年3月2日（グレゴリオ暦3月14日） - 1954年11月20日）は、ロシア帝国、ソビエト連邦の軍人。ロシア帝国軍時代の最終階級は少将、ソビエト連邦軍では中将。伯爵。

## 経歴
サンクトペテルブルクに生まれる。父アレクセイ・パヴロヴィチ・イグナチェフは帝国議会議員で、内相を務めたニコライ・パヴロヴィチ・イグナチェフの弟。
- 1894年 - キエフ幼年団（幼年学校）卒業
- 1896年 - パジュ団（貴族幼年学校）卒業
- 1902年 - 参謀本部アカデミー（ロシア語版、英語版）卒業
- 1903年 - 将校騎兵学校卒業
- 1904年から1905年 - 日露戦争に従軍
- 1908年から1912年 - 駐デンマーク・スウェーデン・ノルウェー駐在武官
- 1912年から1917年 - 駐仏駐在武官兼フランス軍補給総監附属ロシア軍代表

十月革命後は、ソビエト政権側に移り、彼の名義でフランスの銀行に預けられたロシアの資産を保護することに努めた。その後、駐パリ・ソビエト通商代表部で働く。
1937年からソ連に帰国し、労農赤軍軍事教育施設局の外国語教官、先任教官、軍医アカデミーの外国語講座長を歴任する。1942年10月から国防人民委員部軍事出版部戦史文献編集長。
1947年に退役し、その後は執筆活動に従事した。